# Forrest Gates
Forrest Gates est un personnage fictif de la série télévisée Buffy contre les vampires, incarné par Leonard Roberts.

## Biographie fictive
Figure secondaire récurrente de la saison 4, afro-américain, Forrest Gates est un ami de Riley Finn, étudiant et membre comme lui du groupe militaire l'Initiative, au sein duquel il est le second de Riley. Quand Riley commence à sortir avec Buffy, il se montre jaloux de son influence sur lui et suspicieux envers elle, et l'accuse plus tard du meurtre de Maggie Walsh. Tué par Adam dans l'épisode Facteur Yoko, il est réanimé par lui sous une forme mi-démoniaque, mi-cybernétique et devient son bras droit. Il disparaît définitivement au cours de l'épisode suivant où il est réduit en pièces par l'explosion d'un bidon rempli de matières inflammables durant un combat contre Riley.

## Caractérisation

### Relation avec Riley
Pour Lynne Edwards, Forrest sert avant tout de faire-valoir à Riley. Lorna Jowett y voit une relation plus complexe, où il enrage lorsque Graham le chambre sur son rôle d'« ombre » et où il apprécie de renverser les rôles lorsqu'il est changé en cyber-démon.

### Membre de l'Initiative
Pour Jowett, Forrest considère l'Initiative comme une famille réglant ses problèmes « entre eux », appelant Riley son « frère ». C'est pour cela qu'il voit l'arrivée de Buffy comme une intrusion à l'équilibre homosocial. Lorsqu'Adam le transforme en cyber-démon, il se réjouit de sa nouvelle puissance physique et de la perte de ses émotions, considérées comme une faiblesse, devenant ainsi hyper-masculinisé.

### Relation avec Buffy
Pour Jowett, Forrest voit Buffy comme une menace et pense que l'intérêt que Riley lui porte se limite au sexe et il la perçoit comme une menace ayant une mauvaise influence sur Riley : « [il] avait une carrière, un futur, avant de te rencontrer ». 

### Personnage Noir
Jowett remarque que, comme Kendra auparavant qui avait été tuée par Drusilla, Forrest n'est vaincu que par un personnage secondaire. Elle voit de plus, dans la scène où Forrest menace Buffy, la petite amie de Riley, une illustration du cliché sur la sexualité Noire, supposée « menaçante ». Pour Stevie Simkin cet aspect apparaît aussi lorsqu'il "mate" les filles dans la queue de la cafeteria , les objétisant.

### Épisodes
1. 1 2  Épisode Piégée, treizième épisode de la quatrième saison de la série Buffy contre les vampires. Diffusé pour la première fois le février 2000 sur la chaîne The WB. Autres crédits : Joss Whedon, James A. Contner, David Fury.
2. ↑  Épisode Une revenante, partie 1, quinzième épisode de la quatrième saison de la série Buffy contre les vampires. Diffusé pour la première fois le février 2000 sur la chaîne WB. Autres crédits : Joss Whedon.
3. ↑  Épisode Une revenante, partie 2, seizième épisode de la quatrième saison de la série Buffy contre les vampires. Diffusé pour la première fois le février 2000 sur la chaîne WB. Autres crédits : Joss Whedon.
4. ↑  Épisode Facteur Yoko, 20e épisode de la quatrième saison de la série Buffy contre les vampires. Diffusé pour la première fois le mai 2000 sur la chaîne The WB. Autres crédits : Joss Whedon, David Grossman, Douglas Petrie.